# Livin' It Up!
Livin' It Up! es un álbum de estudio de Sammy Hagar and the Waboritas, publicado el 25 de julio de 2006 por el sello independiente de Hagar, Cabo Wabo Music.

## Lista de canciones
1. "Sam I Am" (Bob Daspit/Sammy Hagar/Nicole Summerwood) - 2:56
2. "Living on a Coastline" (Sammy Hagar) - 4:20
3. "Mexico" (Sammy Hagar) - 3:34
4. "The Way We Live" (Sammy Hagar) - 4:39
5. "I Love This Bar" (Scotty Emerick/Toby Keith) - 3:41
6. "One Sip" (Kenny Chesney/Sammy Hagar) - 2:18
7. "Rainy Day Women #12/#35" (Bob Dylan) - 3:37
8. "Halfway to Memphis" (Sammy Hagar) - 4:23
9. "Sailin'" (Sammy Hagar) - 4:21
10. "I'll Take You There" (Sammy Hagar/Alvertis Isbell) - 4:24
11. "Someday" (Sammy Hagar) - 2:58

## Personal
- Sammy Hagar: voz, guitarra
- David (Bro) Lauser: batería, percusión
- Vic Johnson: guitarra
- Mona Gnader: bajo